# Redžep Redžepovski
Redžep Redžepovski (ur. 14 grudnia 1962 w Kumanowie) – jugosłowiański bokser wagi muszej. W 1984 na letnich igrzyskach olimpijskich w Los Angeles zdobył srebrny medal.